# Тиннинг, Мэрибет
Мэрибет Тиннинг (англ. Marybeth Tinning), в девичестве Мэрибет Роу (англ. Marybeth Roe; род. 11 сентября 1942) — американская серийная убийца.

## Биография
Работала на низкоквалифицированной работе, в конце концов получила должность помощницы медсестры. Родила 8-х детей с периодичностью около 1 в год, и кроме того, имела усыновлённого ребёнка. Все её дети, включая приёмного, умирали в среднем через год после рождения. Первоначально считалось, что причины смерти первых восьми детей Мэрибет генетические. Следствие по поводу этих смертей началось лишь после последней, 9-й смерти.
В конце концов, у прокуратуры округа Скенектади было достаточно доказательств, лабораторный тест, указывающий на смерть от асфиксии в результате удушья, чтобы обвинить Тиннинг в смерти Тэми Линн.
Судебные психиатры предполагают, что на преступление Мэрибет толкнул делегированный синдром Мюнхгаузена, женщина наслаждалась вниманием и сочувствием, которое получала после смерти своих детей.

## Приговор
17 июля 1987 осуждена за убийство второй степени и приговорена к пожизненному лишению свободы. Шесть раз — в 2007, 2009, 2011, 2013, 2015 и 2017 годах — подавала прошения об условно-досрочном освобождении, но все они были отклонены. Седьмая попытка в июле 2018 года увенчалась успехом. 21 августа 2018 Тиннинг вышла на свободу.